# Пупчана раван
Пупчана раван, транспупчана раван или трансумбиликална раван (лат. planum transumbilicalis) је анатомска попречна хоризонтална раван која пролази кроз трбух на нивоу пупка (или умбиликуса). 

## Анатомија
Региони трбуха или абдомена у анатомији су теоријске поделе које користе клиничари како би помогли  у локализацији, идентификацији и дијагностици симптома код пацијената. Постоје два главна облика категоризације, први који је једноставнији и мапиран је дељењем трбуха на четири квадранта , док га други метод дели на девет сегмената.
Било која од ове две идеје о трбушним или абдоминалним регионима је међународно призната и може се користити свакодневно током клиничке праксе. На лекару је даа см одлучиу како ће да представи своје налазе користећи се једном од наведених категоризација.
И док средња раван трбуха прати линију албу и протеже се од ксифоидног наставка грудне кости до пубичне симфизе,  делећи трбух вертикално на две половине (леву и десну), транспупчана раван је хоризонтална раван која се протеже у нивоу пупка . Ове две равни пресецају се на пупку у облику крста и деле трбух на четири четвртине, позната као квадранти.
Принцип: вертикална линија кроз линеа албу (средња раван) пресаца хоризонталну линију или транспупупчану (трансумбиликалну раван)  кроз пупак и дели рбух на четири квадранта: 
- десни горњи квадрант (ДГК),
- десни доњи квадрант (ДДК),
- леви горњи квадрант (ЛГК),
- леви доњи квадрант (ЛДК)

## Намена
Пупчана раван се најчешче користи у клиничкој пракси да у физичком прегледу,  омогући  да се уз помоћ њеног пресека са средњом равни тела  изврши анатомска подела трбуха на четири квадранта, што помаже клиничарима у локализацији, идентификацији и дијагностици симптома код пацијената